# Au/Ra
Jamie Lou Stenzel (15 de maio de 2002), mais conhecida por seu nome artístico Au/Ra, é uma cantora e compositora alemã antiguana. 
Stenzel lançou seu primeiro single 'Concrete Jungle' em 2016, que rapidamente chegou a 15 milhões de reproduções em todo o mundo. Ela ganhou destaque em 2018 com a versão de CamelPhat do seu single "Panic Room" e apareceu no single 'Darkside' do DJ norueguês Alan Walker, no mesmo ano. A versão original de 'Panic Room' alcançou a marca de 20 milhões de reproduções em todo o mundo. Au/Ra nasceu em Ibiza na Espanha, mas desde então foi criada em St. John's, Antigua por uma família de músicos - sendo o seu pai o renomado produtor alemão Torsten Stenzel.

## Origem do nome artístico
Seu nome artístico Au/Ra consiste de dois elementos da tabela periódica: Au significa ouro, um metal de transição com o número atômico 79, enquanto Ra significa rádio, um metal alcalinoterroso levemente radioativo com o número atômico 88. De acordo com o vídeo "Unmasked Vlog #1" do Alan Walker no YouTube , Jamie afirmou que já existem outros artistas chamados "Aura", e quando ela escolheu "Aura" como seu nome artístico, decidiu colocar uma barra entre "Au" & "Ra". Ela também mencionou que o nome artístico é derivado de uma fanfic sobre Senhor dos Anéis que ela escreveu quando era mais jovem, onde o personagem principal se chamava Aura. 

## Discografia

### Extended plays
| Título                              | Detalhes                                                                                             |
| ----------------------------------- | --- |
| Outsiders                           | - Lançamento: 26 de outubro de 2017 - Gravadora: Loudmouth Music Limited - Formato: download digital |
| X Games                             | - Lançamento: 19 de outubro de 2018 - Gravadora: Loudmouth Music Limited - Formato: download digital |
| Soundtrack to an Existential Crisis | - Lançamento: 26 de agosto de 2021 - Gravadora: Loudmouth Music Limited - Formato: download digital  |

### Singles

#### Como artista principal
| Título                                                                                        | Ano  | Posições em paradas músicais | Posições em paradas músicais | Posições em paradas músicais | Posições em paradas músicais | Posições em paradas músicais | Posições em paradas músicais | Posições em paradas músicais | Álbum                               |
| Título                                                                                        | Ano  | AUS Clube                    | UK                           | UK Dance                     | BEL                          | IRA                          | SCO                          | NOS Dance                    | Álbum                               |
| --------------------------------------------------------------------------------------------- | ---- | ---------------------------- | ---------------------------- | ---------------------------- | ---------------------------- | ---------------------------- | ---------------------------- | ---------------------------- | ----------------------------------- |
| "Jungla de Asfalto"                                                                           | 2016 | -                            | -                            | -                            | -                            | -                            | -                            | -                            | Single sem álbum                    |
| "Kicks"                                                                                       | 2017 | -                            | -                            | -                            | -                            | -                            | -                            | -                            | Strangers                           |
| "Concrete Jungle"                                                                             | 2017 | -                            | -                            | -                            | -                            | -                            | -                            | -                            | Strangers                           |
| "Outsiders"                                                                                   | 2017 | -                            | -                            | -                            | -                            | -                            | -                            | -                            | Strangers                           |
| "Panic Room" (com partipação CamelPhat )                                                      | 2018 | 1                            | 30                           | 5                            | 37                           | 41                           | 21                           | 48                           | X Games                             |
| Outlaws                                                                                       | 2018 | -                            | -                            | -                            | -                            | -                            | -                            | -                            | X Games                             |
| X Games                                                                                       | 2018 | -                            | -                            | -                            | -                            | -                            | -                            | -                            | X Games                             |
| "Emoji"                                                                                       | 2018 | -                            | -                            | -                            | -                            | -                            | -                            | -                            | X Games                             |
| Ultraviolet                                                                                   | 2018 | -                            | -                            | -                            | -                            | -                            | -                            | -                            | X Games                             |
| White Knuckles                                                                                | 2018 | -                            | -                            | -                            | -                            | -                            | -                            | -                            | X Games                             |
| "Assassin"                                                                                    | 2019 | -                            | -                            | -                            | -                            | -                            | -                            | -                            | Single sem álbum                    |
| Medicine                                                                                      | 2019 | -                            | -                            | -                            | -                            | -                            | -                            | -                            | Single sem álbum                    |
| Stay Happy                                                                                    | 2019 | -                            | -                            | -                            | -                            | -                            | -                            | -                            | Single sem álbum                    |
| Dance in the Dark                                                                             | 2019 | -                            | -                            | -                            | -                            | -                            | -                            | -                            |                                     |
| Ideas                                                                                         | 2020 | -                            | -                            | -                            | -                            | -                            | -                            | -                            |                                     |
| Moon River                                                                                    | 2020 | -                            | -                            | -                            | -                            | -                            | -                            | -                            |                                     |
| Dead Girl!(Shake My Head)                                                                     | 2021 | -                            | -                            | -                            | -                            | -                            | -                            | -                            | Soundtrack to an Existential Crisis |
| Bite Marks                                                                                    | 2021 | -                            | -                            | -                            | -                            | -                            | -                            | -                            | Soundtrack to an Existential Crisis |
| Screw Feelings                                                                                | 2021 | -                            | -                            | -                            | -                            | -                            | -                            | -                            | Soundtrack to an Existential Crisis |
| heavy.                                                                                        | 2021 | -                            | -                            | -                            | -                            | -                            | -                            | -                            | Soundtrack to an Existential Crisis |
| u                                                                                             | 2021 | -                            | -                            | -                            | -                            | -                            | -                            | -                            | Soundtrack to an Existential Crisis |
| Young Giants                                                                                  | 2021 | -                            | -                            | -                            | -                            | -                            | -                            | -                            | Soundtrack to an Existential Crisis |
| Hush                                                                                          | 2021 | -                            | -                            | -                            | -                            | -                            | -                            | -                            | Soundtrack to an Existential Crisis |
| no future                                                                                     | 2021 | -                            | -                            | -                            | -                            | -                            | -                            | -                            | Soundtrack to an Existential Crisis |
| Soundtrack to an Existential Crisis                                                           | 2021 | -                            | -                            | -                            | -                            | -                            | -                            | -                            | Soundtrack to an Existential Crisis |
| frozen halos                                                                                  | 2021 | -                            | -                            | -                            | -                            | -                            | -                            | -                            | Single sem álbum                    |
| plz don't waste my youth                                                                      | 2022 | -                            | -                            | -                            | -                            | -                            | -                            | -                            | Single sem álbum                    |
| "—" indica que a gravação não foi incluída nas paradas ou não foi distribuída naquela região. |      |                              |                              |                              |                              |                              |                              |                              |                                     |

#### Como artista convidado
| Título                                                                                        | Ano  | Posições em paradas músicais | Posições em paradas músicais | Posições em paradas músicais | Posições em paradas músicais | Álbum           |
| Título                                                                                        | Ano  | NEM                          | GER                          | IRA                          | SWE                          | Álbum           |
| --------------------------------------------------------------------------------------------- | ---- | ---------------------------- | ---------------------------- | ---------------------------- | ---------------------------- | --------------- |
| "Darkside" (Alan Walker com Au/Ra e Tomine Harket)                                            | 2018 | 1                            | 97                           | 86                           | 11                           | Different World |
| "Ghost" (Alan Walker com Au/Ra)                                                               | 2019 | -                            | -                            | -                            | -                            | -               |
| I miss u (Jax Jones com Au/Ra)                                                                | 2020 | -                            | -                            | -                            | -                            | -               |
| "Feel Again" (Kina com Au/Ra                                                                  | 2020 | -                            | -                            | -                            | -                            | -               |
| Side Effect (Alok com Au/Ra)                                                                  | 2022 | -                            | -                            | -                            | -                            | -               |
| Nice to Meet Me (Rxseboy com Au/Ra)                                                           | 2022 | -                            | -                            | -                            | -                            | -               |
| LAST CIGARETTE (MOTHICA com Au/Ra                                                             | 2022 | -                            | -                            | -                            | -                            | -               |
| Worlds On Fire (Afrojack com Au/Ra e R3HAB)                                                   | 2022 | -                            | -                            | -                            | -                            | -               |
| "—" indica que a gravação não foi incluída nas paradas ou não foi distribuída naquela região. |      |                              |                              |                              |                              |                 |